# Duchess Theatre
Il Duchess Theatre è un teatro del West End nella Città di Westminster, a Londra, situato in Catherine Street vicino ad Aldwych.
Il teatro è stato aperto il 25 novembre 1929 ed è uno dei più piccoli teatri del West End con un arco di proscenio. Ha 494 posti a sedere su due livelli. È un monumento classificato di II grado.

## Storia
Il Duchess Theatre fu progettato da Ewen Barr e costruito da F.G. Minter Ltd per Arthur Gibbons. Il teatro è costruito con la platea sotto il livello della strada, sia per ovviare alle dimensioni del sito sia per mantenere il diritto legale dei vicini all'illuminazione. Il teatro è stato aperto il 25 novembre 1929 con uno spettacolo teatrale intitolato Tunnel Trench di Hubert Griffith. Il progetto della decorazione interna fu introdotto nel 1934 sotto la supervisione di Mary Wyndham Lewis, moglie di J.B. Priestley.

## Produzioni più importanti
- Spirito allegro di Noël Coward, che fu trasferito dal Piccadilly Theatre al St. James's Theatre prima di trasferirsi al Duchess Theatre, dove completò una serie record di 1.997 spettacoli nel 1942.
- L'opera teatrale di Bill Naughton, Alfie, andò in scena al Duchess nel 1962. Com'è noto Lewis Gilbert vide lo spettacolo e immediatamente contattò lo scrittore in vista di un trasferimento sul grande schermo.
- The Dirtiest Show in Town di Tom Eyen andò in scena per poco meno di 800 spettacoli negli anni '70.
- Nel dicembre 1974 Oh! Calcutta! fu trasferito al Duchess dal Royalty Theatre. Oh! Calcutta! rimase al Duchess fino al 1980.
- La Players' Theatre Company presentò il suo programma di music hall vittoriano Late Joys tra il 1987 e il 1990.
- Don't Dress For Dinner di Marc Camoletti, fu trasferito al Duchess dall'Apollo Theatre nell'ottobre 1992 e vi rimase fino al 1º marzo 1997.
- The Herbal Bed di The Royal Shakespeare Company di Peter Whelan, che durò sei mesi da aprile a ottobre 1997.

## Cronologia delle produzioni
- 1929 - Inaugurazione il 25 novembre con Tunnel Trench, opera teatrale con Emlyn Williams nel cast.
- 1930 - Il Duchess ospitò la produzione più breve nella storia del West End quando The Intimate Revue chiuse senza completare la sua prima messa in scena.[2]
- 1932 - Frank Vosper recitò come Re Enrico VII in The Rose Without a Thorn e Jessica Tandy e Cathleen Nesbitt apparvero in Children in Uniform di Christa Winsloe (inaugurato il 7 ottobre), diretto da Leontine Sagan.[6]
- 1933 – Laburnum Grove di J B Priestley.[2]
- 1934 – J B Priestley si unì alla direzione del teatro, producendo la sua opera teatrale Eden End con Ralph Richardson.
- 1935 – Cornelius, sempre di Priestley e con Richardson e il thriller psicologico Night Must Fall con Emlyn Williams sia come autore che come star.
- 1936 – Assassinio nella cattedrale di T S Eliot.
- 1937 – Time and the Conways, sempre di Priestley.
- 1939 – Il grano è verde di Emlyn Williams, con l'autore e Sybil Thorndike, stava andando in scena al momento della chiusura obbligatoria a causa dello scoppio della guerra. The Playboy of the Western World.
- 1942 – Skylark con John Clements e Constance Cummings. Blithe Spirit di Noël Coward, con Margaret Rutherford, trasferito dal Piccadilly Theatre per completare una serie di 1.997 spettacoli.
- 1947 – The Linden Tree di Priestley's con Lewis Casson e Sybil Thorndike fece 400 spettacoli.
- 1948 – Angela Baddeley in un revival di Eden End.
- 1949 – Lewis Casson e Sybil Thorndike furono riuniti in The Foolish Gentlewoman.
- 1950 – The Holly and the Ivy con Bryan Forbes.
- 1951 – Thora Hird e Dandy Nichols in Happy Family.
- 1952 – Kenneth More e Peggy Ashcroft in The Deep Blue Sea  diTerence Rattigan.
- 1955 – The Scandalous Affair of Mr Kettle and Mrs Moon, una commedia in tre atti di J. B. Priestley.
- 1958 – The Unexpected Guest di Agatha Christie.
- 1960 – Il primo successo nel West End di Harold Pinter The Caretaker con Donald Pleasence e Alan Bates.
- 1961 – L'impresario Peter Saunders acquisì il contratto di locazione, in coincidenza con un trasferimento di Good Night Mrs. Puffin.
- 1962 – Rule of Three di Agatha Christie.
- 1963 – Alfie di Bill Naughton ed il ritorno di Sybil Thorndike in The Reluctant Peer di William Douglas-Home.
- 1965 – Boeing Boeing di lunga data trasferito dall'Apollo.
- 1967 – Wait Until Dark.
- 1969 – Il musical Dames at Sea e The Old Ladies con Joyce Carey, Joan Miller e Flora Robson.
- 1970 – Diana Dors in Three Months Gone.
- 1971 – The Dirtiest Show in Town.
- 1973 – In Praise of Love di Rattigan
- 1974 – Oh! Calcutta! trasferito dal Royalty e rimasto in residenza fino al 1980 con un totale di 3.918 spettacoli.
- 1980 – Maria Aitken e Michael Jayston in un revival di Private Lives di Coward.
- 1984 – Snoopy!!! The Musical con Teddy Kempner e Susie Blake.[2]
- 1985 – Dorothy Tutin e Colin Blakeley in un trio di opere di Pinter chiamate comunemente Other Places.
- 1986 – La proprietà del teatro viene acquisita da Stoll Moss Theatres Ltd, presentando George Cole in A Month of Sunday, seguito da un trasferimento da parte del Garrick della commedia di lungo corso Niente sesso, siamo inglesi.
- 1987 – Il Theatre Players ha preso residenza[2] per due anni e mezzo mentre il loro nuovo teatro in Villiers Street era in costruzione.
- 1990 - La farsa di Ray Cooney Run for Your Wife viene trasferita al Duchess per completare la sua serie di nove anni nel West End.
- 1991 – An Evening with Gary Lineker.
- 1992 – Don't Dress for Dinner di Marc Camoletti viene trasferito dall'Apollo e ha reso il pubblico felice per altri quattro anni e mezzo.
- 1997 - Lo spettacolo con una sola donna di Maureen Lipman, Live and Kidding, viene seguito dalla produzione della Royal Shakespeare Company di The Herbal Bed di Peter Whelan e dalla commedia poliziesca Scissor Happy.
- 1998 - Michael Williams ha recitato nel ruolo di John Aubrey nella commedia individuale Brief Lives, Eileen Atkins e Michael Gambon hanno recitato per dieci settimane in The Unexpected Man della RSC e Michael Codron e Lee Dean hanno trasferito la loro produzione di Things We Do for Love di Alan Ayckbourn dal Gielgud.
- 1999 – La produzione del Teatro Nazionale di Copenaghen di Michael Frayn aprì con il suo cast originale composto da Sara Kestelman, David Burke e Matthew Marsh.
- 2000 – In gennaio il Duchess divenne un teatro di proprietà di Really Useful Theatre quando Really Useful Group e Bridgepoint Capital di Lord Lloyd-Webber comprarono Stoll Moss Theatres Ltd.
- 2001 – L'auditorium fu trasformato per ricreare il teatro Cottesloe a pianta circolare per Blue/Orange di Joe Penhall, con Bill Nighy ed il cast originale del National Theatre. Questo è stato seguito dalla commedia irlandese Alone it Stands.
- 2002 - Life After George con Stephen Dillane. Il Glee Club e David Hare tornano nel West End con Via Dolorosa prima dell'apertura di Damsels in Distress di Alan Ayckbourn.
- 2003 – L'anno inizia con Zipp! di Gyles Brandreth, Through the Leaves e Tradimento di Harold Pinter.
- 2004 – Hershey Felder in George Gershwin Alone. Coyote on a Fence e l'adattamento della Novel Theatre Company di Little Women.
- 2005 – David Suchet in Man and Boy di Terence Rattigan, The Birthday Party ripreso con Eileen Atkins e Henry Goodman, e Maureen Lipman in Glorious di Peter Quilter.
- 2006 – Stones in His Pockets di Marie Jones, con Conrad Kemp e John Cronin.
- 2007 – Il musical Buddy – The Buddy Holly Story.
- 2009 – Plague Over England con Michael Feast e Celia Imrie, Collaboration and Taking Sides, con Michael Pennington e David Horowitz, e Endgame con Mark Rylance, Simon McBurney, Miriam Margolyes e Tom Hickey.
- 2010 – Morecambe con Bob Golding, Ghosts con Lesley Sharp, The Fantasticks, e Krapp's Last Tape con Michael Gambon.
- 2011 – Butley di Simon Gray con Dominic West e Paul McGann, Ruby Wax: Losing It, e The Pitmen Painters.
- 2012 – Written on the Heart della RSC, The Hurly Burly Show, Our Boys con Laurence Fox e Arthur Darvill.
- 2013 – Untold Stories di Alan Bennett con Alex Jennings, August Wilson's Fences con Lenny Henry e The Resistible Rise of Arturo Ui di Bertolt Brecht con Henry Goodman.
- 2014 – Bakersfield Mist con Kathleen Turner, poi The Play That Goes Wrong (Vincitore dell'Olivier Award 2015 per Best New Comedy e Best New Comedy al WhatsOnStage.com Awards nel 2014. Scritto dalla Mischief Theatre Company)